# Mr. DJ
A Mr Dj című dal a nigériai születésű Dr. Alban I Believe című albumáról kimásolt 1. kislemez. A dal remixeit Sash!, Twin, Tokapi, C & N készítette.

## Tracklista
CD Maxi
1. „Mr. DJ” (tokapi mix) - 3:38
2. „Mr. DJ” (tokapi extended mix) - 5:20
3. „Mr. DJ” (ari’s original mix) - 3:38
4. „Mr. DJ” (twin mix) - 3:51
5. „Mr. DJ” (rnb mix) - 3:25
6. „Mr. DJ” (tokapi sash! mix) - 5:35
7. „Mr. DJ” (c & n project mix) - 8:06

12" kislemez
1. „Mr. DJ” (tokapi extended mix) - 5:20
2. „Mr. DJ” (tokapi sash! mix) - 5:35
3. „Mr. DJ” (c & n project mix) - 8:06
4. „Mr. DJ” (rnb mix) - 3:25
5. „Mr. DJ” (twin mix) - 3:51

## Slágerlista
| Slágerlista (1997)                   | Legmagasabb helyezés |
| ------------------------------------ | -------------------- |
| Ausztria (Ö3 Austria Top 40)         | 21                   |
| Finnország (Suomen virallinen lista) | 8                    |
| Németország                          | 70                   |

## Külső hivatkozások
- A dal szövege[5]
- A dal videóklipje[6]